# Mad Dog and Glory
Pour les articles homonymes, voir Mad Dog et Glory.
Pour plus de détails, voir Fiche technique et Distribution.
Mad Dog and Glory ou Flingueur et Glory au Québec est un film américain réalisé par John McNaughton, sorti en 1993.

## Synopsis
Wayne Dobie, surnommé ironiquement Mad Dog (« flingueur ») par ses collègues, est un flic de la police de Chicago. Présent lors d'un hold-up, il sauve la vie d'un parrain du crime, Frank Milo. En signe de gratitude, Milo veut montrer son amitié à Wayne, en lui offrant Glory, l'une de ses « employées », avec pour mission de ne pas revenir trop vite ce qui serait signe d'échec de cette offre. Wayne accepte au moins de la loger sous son toit pour qu'elle ne soit pas maltraitée, mais les choses ne vont pas en rester là.
Le parrain Frank Milo considère Glory comme sa possession a qui il peut demander tout ce qu'il veut. Mais Wayne est respectueux de Glory chez lui et tous deux tombent follement amoureux l'un de l'autre. Le parrain a une violente querelle dans la rue avec Wayne et ce dernier le menace de son révolver de flic puis lui casse la figure. Le parrain finalement accepte que Wayne qui lui a sauvé la vie soit vraiment amoureux de Glory et il la libère de son emprise sur elle en leur souhaitant à tous deux de bien s'aimer. L'amour triomphe finalement de la violence et de la corruption. 

## Fiche technique
- Titre original et français : Mad Dog and Glory
- Titre québécois : Flingueur et Glory
- Réalisation : John McNaughton
- Scénario : Richard Price
- Musique : Elmer Bernstein
- Photographie : Robby Müller
- Montage : Elena Maganini (en) et Craig McKay
- Production : Barbara De Fina (en) et Martin Scorsese
- Sociétés de production : Universal Pictures et Mad Dog Productions
- Société de distribution : Universal Pictures
- Pays :  États-Unis
- Langue : anglais
- Format : Couleur - Dolby - 35 mm - 1.85:1
- Genre : policier, comédie dramatique
- Durée: 93 min
- Date de sortie : 
  - États-Unis : 5 mars 1993
  - France : 2 juin 1993

## Distribution
- Robert De Niro (VF : Jacques Frantz) : Wayne « Mad Dog » Dobie
- Uma Thurman (VF : Laurence Crouzet) : Glory
- Bill Murray (VF : Dominique Collignon-Maurin) : Frank Milo
- David Caruso (VF : Jean-Philippe Puymartin) : Mike O'Rourke
- Mike Starr (VF : Pascal Renwick) : Harold
- Kathy Baker (VF : Emmanuelle Clove) : Lee
- Tom Towles (VF : Alain Dorval) : Andrew
- Jack Wallace (VF : Jacques Richard) : Tommy
- Anthony Cannata (VF : Georges Berthomieu) : Pavletz
- Derek Annunciation (VF : Emmanuel Karsen) : Le tireur
- Richard Belzer (VF : Michel Mella) : Le comique de la scène ouverte

## Box-office
- États-Unis : 11 081 586 USD[1]
- France : 184 947 entrées[2]

## Sortie vidéo
Le film sort en DVD et combo DVD/Blu-ray le 7 juillet 2020, édité par Elephant Films.